# Lafaiete Coutinho
Lafaiete Coutinho è un comune del Brasile nello Stato di Bahia, parte della mesoregione del Centro-Sul Baiano e della microregione di Jequié.